# 김유기
김유기(金裕器, ? ~ ?)는 조선 숙종 때의 가객(歌客)이며 명창이다.
자는 대재(大哉). 김천택과 사귀었고, <해동가요>에 그의 시조 12수가 전해오고 있다. 그의 시조 1편을 보면 다음과 같은 내용이 있다.
난간에 지혀 안자 옥적을 빗기 부니
오월 강성에 흣듯나니 매화ㅣ로다.
한 곡조 舜琴에 섯거 百工相和 하리라